# Balonmano playa en los Juegos Europeos de Cracovia 2023
El balonmano playa en los III Juegos Europeos se realizó en la playa de Tarnów (Polonia) del 20 al 22 de junio de 2023.
Fueron disputados en este deporte dos torneos diferentes, el masculino y el femenino.

## Medallistas
| Evento                  | Oro       | Plata   | Bronce    |
| ----------------------- | --------- | ------- | --------- |
| Masculino (22 de junio) | España    | Hungría | Dinamarca |
| Femenino (22 de junio)  | Dinamarca | España  | Alemania  |

## Medallero
| Núm. | País      | Oro | Plata | Bronce | Total |
| ---- | --------- | --- | ----- | ------ | ----- |
| 1    | España    | 1   | 1     | 0      | 2     |
| 2    | Dinamarca | 1   | 0     | 1      | 2     |
| 3    | Hungría   | 0   | 1     | 0      | 1     |
| 4    | Alemania  | 0   | 0     | 1      | 1     |
|      | TOTAL     | 2   | 2     | 2      | 6     |